# Бернардіно де Саагун
Бернардіно де Саагун (*Bernardino de Sahagún,1498 або 1499 — 5 лютого 1590) — іспанський священик-францисканець, мовознавець, перекладач, історик доколумбової Мексики.

## Життєпис
Походив зі шляхетського роду де Рівера. Народився в містечку Саагун (провінція Леон, Іспанія), звідки і взяв собі прізвисько. У 1512 році поступив до Саламанкського університету. У 1516 році дав обітницю при вступі до ордену Святого Франциска (францисканців). У 1527 році стає ченцем.
У 1529 році перебрався до віце-королівства Нова Іспанія. Спочатку мешкав у монастирі Тламаналько. У 1535 році заснував монастир у Шочімілько, де стає аббатом. З 1536 року давав уроки в Королівському Коледжі Санта Крус в Тлателолько. В цей час він працював над збором відомостей, повідомлень і даних стосовно культури ацтеків. У 1547 році розпочав свої історичні праці. У 1558 році нетривалий час був вікарієм в Мічоакані. Втім незабаром повернувся до Тлателолько. Тут перебував до 1585 року. Після цього перебирається до монастиря Святого Франциска в Мехіко. Тут де Саагун помер у 1590 році.

## Творчість
Основною працею стала «Загальна історія речей Нової Іспанії» (відома як Флорентійський кодекс). Бернардіно де Саагун її створював з 1547 року двома мовами: науатль та іспанською. До 1569 році була готова версія на науатль, до 1577 року — іспанською.
Це значний твір в 12-ти томах, що включає огляд звичаїв, ідей, релігії, соціальних і політичних інститутів, флори і фауни, які утворюють оточення давніх мексиканців. Ним рухали головним чином релігійні цілі: він вірив, що необхідно зрозуміти хибних богів та їхній вплив на народ ацтеків, щоб викорінити віру місцевого населення в цих богів та навернути їх до християнства. Саагун відкидав більшу частину місцевої культури, але при цьому захоплювався багатьма якостями ацтеків. Завдяки Саагуну сьогодні відомо чимало слів та терміні в мові науатль, які розкривають особливості доіспанського світу Мексики.
Також в доробку Саагуна є переклади на науатль католицького Біблії, Катехізіса, Псалтирів. В доробку є «Християнська псалмодія», що написано 1583 року. Крім написав «Трактат про реторику і еологія мексиканського народу».

## Пам'ять
На честь Саагуна названо нове місто Сьюдад-Саагун (штат Ідальго).